# クイリヌス・ヘルブラント・ファン・ブランケンブルク

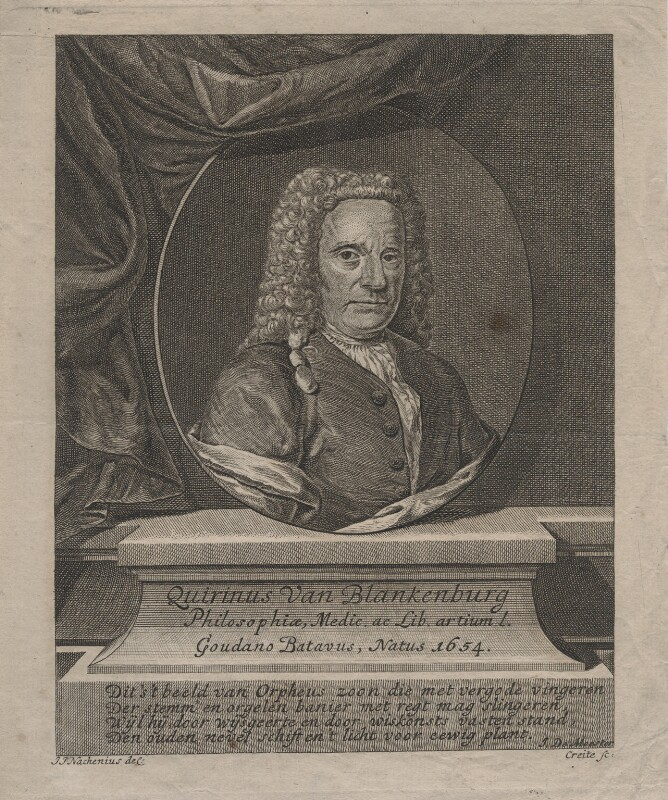
クイリヌス・ファン・ブランケンブルク

クイリヌス・ヘルブラント・ファン・ブランケンブルク（Quirinus Gerbrandszoon van Blankenburg, 1654年 - 1739年）は、オランダ・バロック音楽の作曲家でオルガニスト。

## 生涯と作品
1654年、ゴーダに生まれる。初め父から音楽の基礎を学んだ。1670年、ファン・ブランケンブルクはロッテルダムのレモンストランス教会 Remonstrantse Kerk のオルガン奏者に就任しており、すでに16歳で音楽家としての活動を始めている。
1676年、アムステルダムに赴き、高名なるカリヨン職人ピーテル・ヘモニーに対面している。ファン・ブランケンブルクは、当時のオルガン奏者の例に漏れず、カリヨン奏者でもあった。
1679年、ライデン大学に入学し、法律と哲学を専攻する。この頃には、クリスティアーン・ホイヘンスの提唱した31音音階について検討している。
1690年頃には、コレギウム・ムジクムを創設し、音楽会を催している。そして、1700年は、デン・ハーグの新教会のオルガン奏者に就任した。
1739年、『音楽の原理 Elementa musica 』 を出版する。興味深いことに 『音楽の原理』 に収めたフーガ Fuga obligata は、ゲオルク・フリードリヒ・ヘンデルのフーガハ短調HWV.610 (『6つのフーガ、またはヴォランタリー』 1735年) と同じ主題が用いられている。後年、この事実を知ったファン・ブランケンブルクは、自身のフーガは1725年に作曲したものであり、ヘンデルは主題を剽窃したと訴えている。もっとも、ヘンデルのフーガは1720年頃に作曲されたと考えられており、単なる偶然の一致であったようである。ただ、ヘンデルが自身の作品、他者の作品から主題の借用をしばしば行っていることにも注意しなければならない。ヘンデルのフーガがオルガン音楽を指向した作品であるのに対し、ファン・ブランケンブルクのフーガはフランス・クラヴサン音楽を指向している。

## 音源
- フーガ・オブリガータ Fuga obligata 【演奏例】
- オルガン曲 「ブランケンブルクの楽しみ」 【演奏例】
- クラヴィコードのための前奏曲 【演奏例】
- カンタータ 「女性の謝罪」 l'Apologie des Femmes より 最後のアリア 【演奏例】